# Cracknie Souterrain
Das eisenzeitliche Cracknie Souterrain im Borgie Forest, bei Farr ist eines von 40 Souterrains in Sutherland in Highland, Schottland und war Gegenstand einer archäologischen Laserscan-Vermessung. Bei Souterrains wird grundsätzlich zwischen „rock-cut“, „earth-cut“, „stone built“ und „mixed“ Souterrains unterschieden.
Das stone-built Souterrain ist leicht bananenförmig gebogen und der erhaltene Teil ist etwa 12,8 m lang, zwischen 0,6 und 1,8 m breit und 1,3 bis 1,47 m hoch. Das nahezu intakte Souterrain hat auf der Spitze eines Hügels einen Eingang dessen etwa 0,6 m große Öffnung unter einer Platte liegt. Der abwärts führende Gang, wird allmählich breiter und höher, und ist mittig etwa 0,9 m breit und nahezu 1,5 m hoch. Nach etwa 10 m wird seine Breite durch einen Pfeiler auf der rechten Seite  reduziert. Danach erweitert er sich wieder und endet in einer birnenförmigen Kammer. Die Seitenwände sind sorgfältig aus Trockenmauerwerk errichtet und die Decke besteht  aus überlappenden Platten.